# أنقليس ثعباني نابي الأسنان
أنقليس ثعباني نابي الأسنان (الاسم العلمي: Aplatophis chauliodus) هو نوع من الأنقليس، يتبع فصيلة الأنقليس الثعباني.